# 伊藤良明
伊藤 良明（いとう よしあき）は、日本の男性アニメーター、キャラクターデザイナーである。シャフト所属。
丸みのあるフォルムの、いわゆる「萌えキャラ」を得意とする。『ぱにぽにだっしゅ!』2代目オープニングアニメーションではタイトル明けのダンスを担当し、一躍有名になった。

## 主な参加作品

### テレビアニメ
1992年
- おやゆび姫物語（原画）

1993年
- 無責任艦長タイラー（原画）

1995年
- 十二戦支 爆烈エトレンジャー（1995年 - 1996年、作画監督）

1996年
- スレイヤーズNEXT（原画）

1997年
- 少女革命ウテナ（原画）
- バトルアスリーテス大運動会（1997年 - 1998年、作画監督）

1998年
- サイレントメビウス（作画監督）
- ジェネレイターガウル（原画）

1999年
- デュアル!ぱられルンルン物語（作画監督）
- 宇宙海賊ミトの大冒険（原画）
- 魔法使いTai!（作画監督）
- 地球防衛企業ダイ・ガード（1999年 - 2000年、作画監督）
- 今、そこにいる僕（1999年 - 2000年、原画）

2000年
- サクラ大戦（作画監督）
- ブギーポップは笑わない Boogiepop Phantom（作画監督）
- ドッとKONIちゃん（作画監督・原画）

2001年
- The Soul Taker 〜魂狩〜（原画）
- シスター・プリンセス（原画）
- サイボーグ009 THE CYBORG SOLDIER（2001年 - 2002年、原画）
- まほろまてぃっく（作画監督・作画監督補）

2002年
- 七人のナナ（作画監督）
- まほろまてぃっく〜もっと美しいもの〜（2002年 - 2003年、作画監督・作画監督補）

2003年
- ぽぽたん（作画監督）
- まぶらほ（2003年 - 2004年、作画監督・原画）

2004年
- この醜くも美しい世界（作画監督）
- 学園アリス（2004年 - 2005年、キャラクターデザイン・総作画監督）

2005年
- ぱにぽにだっしゅ!（作画監督・作監協力・原画・アイキャッチ作画・OP原画）

2006年
- REC（作画監督）
- ネギま!?（2006年 - 2007年、作画監督・作画監督協力）

2007年
- ひだまりスケッチ（キャラクターデザイン・総作画監督・作画監督）
- さよなら絶望先生（総作画監督（守岡英行、山村洋貴と共同）・原画）
- ef - a tale of memories.（作画監督・作監協力・原画）

2008年
- ひだまりスケッチ×365（キャラクターデザイン・総作画監督・作画監督・原画）
- ef - a tale of melodies.（作画監督）

2009年
- まりあ†ほりっく（作画監督・OP原画）
- 夏のあらし!（総作画監督・作画監督・原画）
- 化物語（作画監督補佐）
- 懺・さよなら絶望先生（ED原画）

2010年
- ひだまりスケッチ×☆☆☆（キャラクターデザイン・総作画監督・作画監督）
- それでも町は廻っている（作画監督・原画・ED原画）

2011年
- 魔法少女まどか☆マギカ（作画監督・作画監督協力・作画監督補佐・原画）
- まりあ†ほりっく あらいぶ（作画監督協力・OP作画監督）

2012年
- 偽物語（作画監督）
- ひだまりスケッチ×ハニカム（キャラクターデザイン・総作画監督）

2013年
- 〈物語〉シリーズ セカンドシーズン（作画監督・作画監督協力）

2015年
- 幸腹グラフィティ（メシデザイン・作画監督・メシ作画監督・原画・ED原画）
- 終物語（作画監督）

2017年
- 3月のライオン（作画監督）

2018年
- Fate/EXTRA Last Encore（作画監督）

2020年
- マギアレコード 魔法少女まどか☆マギカ外伝（-2021年、メインアニメーター（第1期）・総作画監督（第2期）・作画監督
- Lapis Re:LiGHTs（作画監督））
- アサルトリリィ BOUQUET（作画監督）

2021年
- 美少年探偵団（作画監督）

2022年
- RWBY 氷雪帝国（総作画監督）

2023年
- マッシュル-MASHLE-（作画監督）
- ゾン100〜ゾンビになるまでにしたい100のこと〜（作画監督）

2024年
- 〈物語〉シリーズ オフ&モンスターシーズン（作画監督）

2025年
- 忍者と殺し屋のふたりぐらし（作画監督）

### 劇場アニメ
2007年
- キノの旅 病気の国 -For You-（キャラクターデザイン）

2013年
- 劇場版 魔法少女まどか☆マギカ 新編 叛逆の物語（作画監督・原画）

2017年
- 傷物語〈III 冷血篇〉（原画）
- 打ち上げ花火、下から見るか? 横から見るか?（原画）

### OVA
1994年
- 銀河英雄伝説（第3期、1994年 - 1995年、原画）

1996年
- レジェンド・オブ・クリスタニア（原画）
- 銀河英雄伝説（第4期、1996年 - 1997年、原画）

1997年
- 淫魔大都市 1、2巻（キャラクターデザイン・作画監督）

1998年
- 銀河英雄伝説外伝第1期「千億の星、千億の光」（原画）

2000年
- 北へ。 〜Pure Session〜（作画監督・原画）

2002年
- アーケードゲーマーふぶき（作画監督・総作画監督補・作画監督補・原画・予告作画）

2003年
- ランジェリー戦士パピヨンローゼ（作画監督）

2006年
- ネギま!? 春（作画監督協力）

2009年
- 獄・さよなら絶望先生（作画監督・作画監督協力）

2011年
- かってに改蔵（作画監督協力・OP作画監督・原画）

2013年
- ひだまりスケッチ 沙英・ヒロ 卒業編（キャラクターデザイン・総作画監督）

### その他
2012年
- 新・光神話 パルテナの鏡（作画監督 - ニンテンドー3DSで配信された短編作品）

2016年
- 暦物語（作画監督 - iOS、Android向けアプリで配信された短編作品）